# جزيرة منحس كبير (ميدي)

تعديل مصدري - تعديل

جزيرة منحس كبير هي إحدى جزر مديرية ميدي التابعة لمحافظة حجة.